# Sedzère
Sedzère ist eine französische Gemeinde mit 391 Einwohnern (Stand 1. Januar 2022) im Département Pyrénées-Atlantiques in der Region Nouvelle-Aquitaine (vor 2016: Aquitanien). Die Gemeinde gehört zum Arrondissement Pau und zum Kanton Pays de Morlaàs et du Montanérès (bis 2015: Kanton Morlaàs).
Der Name in der gascognischen Sprache lautet Setzèra.

## Geographie
Sedzère liegt ca. 20 km nordöstlich von Pau in der Region Vic-Bilh der historischen Provinz Béarn am nordöstlichen Rand des Départements.
Umgeben wird der Ort von den Nachbargemeinden:
| Gabaston  | Saint-Laurent-Bretagne                      | Lespourcy |
|           | Kompassrose, die auf Nachbargemeinden zeigt | Urost     |
| Espéchède | Arrien                                      | Lombia    |

Zu Sedzère gehören neben der Hauptsiedlung auch die Weiler Arriutor, Baix, Bécary, Église, Hourcq, Laougarou, Mouly de Boy und Village.
Sedzère liegt im Einzugsgebiet des Flusses Adour.
Einer seiner Nebenflüsse, der Gabas, durchquert das Gebiet der Gemeinde.
Der Lées, hier auch Grand Lées genannt, ein Nebenfluss des gleichnamigen Lées, entspringt in Sedzère und bewässert das Gemeindegebiet zusammen mit seinem Zufluss, dem Arriutort.
Desgleichen durchströmen das Gemeindegebiet die Souye, ein Nebenfluss des Luy de France, und ihr Zufluss, der Grabé.

## Geschichte
Ein Lager, das von Historikern auf die Frühgeschichte datiert wird, zeigt eine frühe Besiedelung des Landstrichs. Es lag gegenüber der heutigen Kirche an einer strategisch günstigen Stelle oberhalb des Tals des Gabas. Die Erdwälle erreichten eine Höhe von zwei Metern und die Gräben eine Tiefe von drei Metern. Im 13. Jahrhundert ist das Lager in eine Befestigungsanlage umgeformt worden. Sedzère ist im 12. Jahrhundert erstmals in den Aufzeichnungen erwähnt worden und bestand aus 15 Häusern laut der Volkszählung im Jahre 1385. Das Dorf gehörte zur Bailliage von Pau. Der Grundherr unterstand der Komturei des Malteserordens von Morlaàs, die auch den Zehnt im Dorf erhob.
Toponyme und Erwähnungen von Sedzère waren:
- Sezere (12. Jahrhundert, laut Pierre de Marcas Buch Histoire de Béarn, S. 453),
- Setsere und Sedsere (1385 bzw. 1402, Volkszählung im Béarn),
- Sedzer (1750, Karte von Cassini),
- Sedzere (1793 und 1801, Notice Communale bzw. Bulletin des Lois) und
- Sedzère (1863, Dictionnaire topographique du département des Basses-Pyrénées).[5][6][7]

### Einwohnerentwicklung
Die Gemeinde erreichte einen Höchststand ihrer Größe mit rund 530 Einwohnern in der Mitte des 19. Jahrhunderts. In der Folge reduzierte sich die Einwohnerzahl bei kurzen Erholungsphasen bis zu den 1960er Jahren auf 210. In der Folge setzte eine zeitweise starke Wachstumsphase ein, die bis heute andauert.
| Jahr      | 1962 | 1968 | 1975 | 1982 | 1990 | 1999 | 2006 | 2009 | 2022 |
| --------- | ---- | ---- | ---- | ---- | ---- | ---- | ---- | ---- | ---- |
| Einwohner | 251  | 212  | 239  | 353  | 359  | 339  | 394  | 405  | 391  |

## Sehenswürdigkeiten
- Pfarrkirche, geweiht dem Apostel Petrus. Die ältesten Teile der heutigen Kirche datieren vermutlich aus dem 11. Jahrhundert. Im 18. Jahrhundert wurde sie stark verändert und verlor ihren romanischen Charakter. Sie besitzt ein Langhaus mit einem Haupt- und einem Seitenschiff und einen Glockengiebel. Die Sakristei stammt aus der Zeit vor 1633, und der südliche Eingang aus Marmor ist 1869 errichtet worden. Zahlreiche Ausstattungsgegenstände aus dem 17. bis 20. Jahrhundert sind als nationale Kulturgüter registriert.[10][11]

## Wirtschaft und Infrastruktur

### Bildung
Die Gemeinde verfügt über eine öffentliche Vor- und Grundschule mit 93 Schülerinnen und Schülern im Schuljahr 2017/2018.

### Verkehr
Sedzère ist erreichbar über die Routes départementales 42, 62, 145, 286 und 362.